# دایسون (دهانه)
دایسون یک دهانه برخوردی در ماه‌ است.

## دهانه‌های اقماری
این دهانه ۵ دهانه اقماری دارد.
| Dyson | عرض جغرافیایی | طول جغرافیایی | قطر          |
| ----- | ------------- | ------------- | ------------ |
| Q     | ۵۹.۸° N       | ۱۲۵.۷° W      | ۸۹.۰ کیلومتر |
| H     | ۵۹.۵° N       | ۱۱۳.۷° W      | ۲۱.۰ کیلومتر |
| B     | ۶۳.۶° N       | ۱۱۷.۶° W      | ۴۵.۰ کیلومتر |
| M     | ۵۸.۴° N       | ۱۲۰.۹° W      | ۳۴.۰ کیلومتر |
| X     | ۶۲.۶° N       | ۱۲۲.۵° W      | ۲۸.۰ کیلومتر |